# Bon Appétit (restaurant)
Bon Appétit is een restaurant gevestigd op 9 James Terrace, Malahide, County Dublin, Ierland, dat één Michelinster had in de periode 2008 tot 2015.
Het restaurant is sinds 2006 gevestigd in een klassiek georgiaans pand in het dorp Malahide. Het bestaat feitelijk uit twee restaurants: een brasserie en het sterrenrestaurant zelf.
De chef-kok van Bon Appétit is Oliver Dunne, sous-chef is Darren Mathews.